# Liste der Naturdenkmale in Niederer Fläming

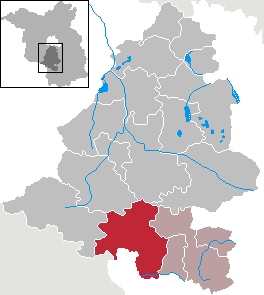
Lage von Niederer Fläming

Die Liste der Naturdenkmale in Niederer Fläming enthält alle Naturdenkmale der brandenburgischen Gemeinde Niederer Fläming und ihrer Ortsteile, welche durch Rechtsverordnung geschützt sind. Naturdenkmäler sind Einzelschöpfungen der Natur, deren Erhaltung wegen ihres beeindruckenden Aussehen, ihrer Seltenheit, ihren Alter oder ihrer Eigenart sowie ihrer ökologischen, wissenschaftlichen, geschichtlichen, volks- oder heimatkundlichen Bedeutung im öffentlichen Interesse liegt oder den Landschaftsraum prägen. Grundlage sind die Veröffentlichungen des Landkreises Teltow-Fläming, wo durch die entsprechenden staatlichen Behörden per Rechtsverordnung oder Gesetz die Naturdenkmale festgesetzt wurden. Dabei wird durch die Festsetzung in 4 verschiedene Kategorien unterschieden:
- Bäume – „Bäume, Baumreihen, Baumgruppen, Alleen, Relikte natürlicher Wälder“[3]
- Findlinge[4]
- Naturdenkmal nass – „Hohlformen, Quellen/Salzaustritte, Moore, Moorseen, Feuchtwiesen, natürliche Bachläufe“[5]
- Naturdenkmal trocken – „Erosionsrinnen, Trockentäler, Dünen, Trockenhänge, Heiden, Erdfälle, Trockenrasen“[6]

## Legende
In den Spalten befinden sich folgende Informationen:
- Nr.: Identifizierungsnummer nach veröffentlichter Liste. Sie wird von der unteren Naturschutzbehörde des Landkreises oder der kreisfreien Stadt vergeben. Wenn sie bekannt ist, wird sie angegeben. In dieser Spalte kann sich zusätzlich das Wort Wikidata befinden, der entsprechende Link führt zu Angaben zu diesem Naturdenkmal bei Wikidata.
- Bezeichnung: Benennung des Naturdenkmals, in der Regel wird bei Bäume die Baumart genannt. Bekannte Eigennamen werden mit angegeben.
- Gemarkung: Ort oder Gemarkung, in der sich das Naturdenkmal befindet
- Lage: Nennt die Lage des Naturdenkmals im jeweiligen Ortsteil und die geografischen Koordinaten des Naturdenkmals. Link zu einem Kartenansichtstool, um Koordinaten zu setzen. In der Kartenansicht sind Naturdenkmale ohne Koordinaten mit einem roten beziehungsweise orangen Marker dargestellt und können in der Karte gesetzt werden. Denkmale ohne Bild sind mit einem blauen bzw. roten Marker gekennzeichnet, Denkmale mit Bild mit einem grünen beziehungsweise orangen Marker.
- Beschreibung: die Beschreibung des Naturdenkmales
- Schutzzweck: Erläutert den Grund der Unterschutzstellung
- Bild: Zeigt ein Bild des Naturdenkmales und gegebenenfalls ein Link zu weiteren Fotos im Medienarchiv Wikimedia Commons

## Borgisdorf

### Bäume
| Bild            | Bezeichnung                                           | Lage | Beschreibung                                                                                     | Schutzzweck                                                         | Nummer                                 |
| --------------- | ----------------------------------------------------- | --- | ------------------------------------------------------------------------------------------------ | ------------------------------------------------------------------- | -------------------------------------- |
| BW              | Flatterulme (Ulmus laevis) (Baum)                     | Borgisdorf, S Kirche, Kirchhof; Flur 3, Flurstück 147 (51° 55′ 33,2″ N, 13° 8′ 16,4″ O)                  |                                                                                                  | Eigenart (Alter, Größe), Seltenheit                                 | Blattnummer: 61, Registernummer: B0450 |
| BW              | Linde (Baum)                                          | Borgisdorf, 0,1 km OSO Kirche, vor Haus Nr. 27; Flur 3, Flurstück 23/3 (51° 55′ 32,4″ N, 13° 8′ 25,5″ O) |                                                                                                  | Eigenart (Alter, Größe)                                             | Blattnummer: 60, Registernummer: B0451 |
| Fotos hochladen | 2 verwachsene Flatterulme (Ulmus laevis) (Baumgruppe) | Borgisdorf, Czerny-Park 0,2 km N Kirche; Flur 3, Flurstück 21, 23/3 (51° 56′ 3,7″ N, 13° 9′ 9″ O)        | nördlich am Dorfteich, ursprünglich war der daneben stehende Ulmenbestand (7 Bäume) mitgeschützt | Eigenart (Alter, Größe, Ausbildungsform), Landeskundliche Bedeutung | Blattnummer: 59, Registernummer: B0453 |

### Naturdenkmale Nass
| Bild | Bezeichnung                              | Lage                                                                                               | Beschreibung | Schutzzweck                                                | Nummer                                 |
| ---- | ---------------------------------------- | -------------------------------------------------------------------------------------------------- | ------------ | ---------------------------------------------------------- | -------------------------------------- |
| BW   | Schlammpfuhl (Nachterstücken) (Hohlform) | Borgisdorf, 1,25 km SW Kirche; Flur 3, Flurstück 106, 107 (51° 55′ 5,8″ N, 13° 7′ 28,9″ O)         |              | Erdgeschichtliche Bedeutung, Naturgeschichtliche Bedeutung | Blattnummer: 11, Registernummer: N0028 |
| BW   | Diek (Hohlform)                          | Borgisdorf, 0,5 km SSO Kirche; Flur 3, Flurstück 84 (Wa) (51° 55′ 17,8″ N, 13° 8′ 27,5″ O)         |              | Erdgeschichtliche Bedeutung, Naturgeschichtliche Bedeutung | Blattnummer: 12, Registernummer: N0073 |
| BW   | Borgisdorfer Röte (Hohlform)             | Borgisdorf, 0,75 km S Kirche; Flur 3, Flurstück 91 (Gebüsch, Wa) (51° 55′ 10,3″ N, 13° 8′ 12,5″ O) |              | Erdgeschichtliche Bedeutung, Naturgeschichtliche Bedeutung | Blattnummer: 10, Registernummer: N0225 |

## Gräfendorf

### Bäume
| Bild                                    | Bezeichnung  | Lage                                                    | Beschreibung | Schutzzweck                          | Nummer                                  |
| --------------------------------------- | ------------ | ------------------------------------------------------- | ------------ | ------------------------------------ | --------------------------------------- |
| Direkt Bild zu diesem Denkmal hochladen | Eiche (Baum) | Gräfendorf, Park; Flur 1, Flurstück 43 ()               | ehemalig     | Eigenart (Alter), Seltenheit (lokal) | Blattnummer: 108, Registernummer: B0454 |
| Direkt Bild zu diesem Denkmal hochladen | Eiche (Baum) | Gräfendorf, Park, neben Kirche; Flur 1, Flurstück 41 () | ehemalig     | Eigenart (Alter)                     | Blattnummer: 109, Registernummer: B0456 |
| Direkt Bild zu diesem Denkmal hochladen | Eiche (Baum) | Gräfendorf, Parkeingang; Flur 1, Flurstück 41 ()        | ehemalig     | Eigenart (Alter)                     | Blattnummer: 87, Registernummer: B0457  |
| Direkt Bild zu diesem Denkmal hochladen | Linde (Baum) | Gräfendorf, Ortsmitte; Flur 1, Flurstück 55 ()          | ehemalig     | Eigenart (Alter, Größe)              | Blattnummer: 74, Registernummer: B0458  |

### Naturdenkmale Nass
| Bild | Bezeichnung          | Lage                                                                                   | Beschreibung | Schutzzweck                                                | Nummer                                 |
| ---- | -------------------- | -------------------------------------------------------------------------------------- | ------------ | ---------------------------------------------------------- | -------------------------------------- |
| BW   | Rötepfuhl (Hohlform) | Gräfendorf, 1,3 km NW Kirche; Flur 1, Flurstück 175 (51° 55′ 28,5″ N, 13° 10′ 37,8″ O) |              | Erdgeschichtliche Bedeutung, Naturgeschichtliche Bedeutung | Blattnummer: 13, Registernummer: N0069 |

## Herbersdorf

### Findlinge
| Bild | Bezeichnung | Lage                                                                                      | Beschreibung | Schutzzweck                                                | Nummer                                |
| ---- | ----------- | ----------------------------------------------------------------------------------------- | ------------ | ---------------------------------------------------------- | ------------------------------------- |
| BW   | Findling    | Herbersdorf, unmittelbar S Teich; Flur 2, Flurstück 72 (51° 51′ 38,6″ N, 13° 17′ 47,8″ O) |              | Erdgeschichtliche Bedeutung, Naturgeschichtliche Bedeutung | Blattnummer: 4, Registernummer: F0588 |

## Hohenahlsdorf

### Bäume
| Bild                                    | Bezeichnung                       | Lage | Beschreibung                       | Schutzzweck                  | Nummer                                  |
| --------------------------------------- | --------------------------------- | --- | ---------------------------------- | ---------------------------- | --------------------------------------- |
| Direkt Bild zu diesem Denkmal hochladen | Ulme (Baum)                       | Hohenahlsdorf, Park; Flur 2, Flurstück 40/6 ()                                                                         | ehemalig                           | Eigenart (Alter), Seltenheit | Blattnummer: 89, Registernummer: B0459  |
| Direkt Bild zu diesem Denkmal hochladen | Friedenseiche (Baum)              | Hohenahlsdorf, 0,1 km SW Kirche; Flur 2, Flurstück 25, 27 ()                                                           | ehemalig                           | Eigenart (Alter)             | Blattnummer: 90, Registernummer: B0460  |
| Direkt Bild zu diesem Denkmal hochladen | Eiche (Baum)                      | Hohenahlsdorf, Park, Hintereingang; Flur 2, Flurstück 40/6 ()                                                          | ehemalig                           | Eigenart (Alter)             | Blattnummer: 103, Registernummer: B0461 |
| Direkt Bild zu diesem Denkmal hochladen | Platane (Baum)                    | Hohenahlsdorf, Park; Flur 2, Flurstück 40/6 ()                                                                         | ehemalig                           | Eigenart (Alter)             | Blattnummer: 99, Registernummer: B0462  |
| Direkt Bild zu diesem Denkmal hochladen | Hainbuche (Baum)                  | Hohenahlsdorf, Park; Flur 2, Flurstück 40/6 ()                                                                         | ehemalig                           | Eigenart (Alter, Größe)      | Blattnummer: 98, Registernummer: B0463  |
| BW                                      | Stieleiche (Quercus robur) (Baum) | Hohenahlsdorf, NW bei Gutsgräbern an Hohenahlsdorfer Heide; Flur 1, Flurstück 73, 74 (51° 55′ 56,1″ N, 13° 6′ 12,5″ O) | ehemals waren zwei Bäume geschützt | Eigenart (Alter, Größe)      | Blattnummer: 65, Registernummer: B0464  |
| Direkt Bild zu diesem Denkmal hochladen | Kastanie (Baum)                   | Hohenahlsdorf, Park, in der Mitte; Flur 2, Flurstück 40/6 ()                                                           | ehemalig                           | Eigenart (Alter, Größe)      | Blattnummer: 96, Registernummer: B0465  |
| Direkt Bild zu diesem Denkmal hochladen | Eibe (Baum)                       | Hohenahlsdorf, Park, vor dem Toilettentrakt; Flur 2, Flurstück 40/6 ()                                                 | ehemalig                           | Eigenart (Alter, Größe)      | Blattnummer: 95, Registernummer: B0466  |
| Direkt Bild zu diesem Denkmal hochladen | Ahorn (Baum)                      | Hohenahlsdorf, Park; Flur 2, Flurstück 40/6 ()                                                                         | ehemalig                           | Eigenart (Alter, Größe)      | Blattnummer: 94, Registernummer: B0468  |

## Hohengörsdorf

### Bäume
| Bild | Bezeichnung                         | Lage | Beschreibung | Schutzzweck                                                       | Nummer                                 |
| ---- | ----------------------------------- | --- | ------------ | ----------------------------------------------------------------- | -------------------------------------- |
| BW   | Weiße Maulbeere (Morus alba) (Baum) | Hohengörsdorf, Kirchhof auf der Westseite; Flur 1, Flurstück 32/1 (51° 57′ 24,9″ N, 13° 8′ 22,8″ O)               |              | Eigenart (Größe), Schönheit (Ortsbild), landeskundliche Bedeutung | Blattnummer: 71, Registernummer: B0469 |
| BW   | 2 Ulmen (Ulmus spec.) (Baumgruppe)  | Hohengörsdorf, 0,1 km S Kirche, Ortsdurchfahrt B102; Flur 1, Flurstück 26/4, 38 (51° 57′ 23,2″ N, 13° 8′ 22,3″ O) |              | Eigenart (Alter, Größe), landeskundliche Gründe                   | Blattnummer: 70, Registernummer: B0508 |

### Findlinge
| Bild | Bezeichnung | Lage                                                                                                   | Beschreibung | Schutzzweck                                                | Nummer                                |
| ---- | ----------- | --- | ------------ | ---------------------------------------------------------- | ------------------------------------- |
| BW   | Findling    | Hohengörsdorf, 0,6 km NO Kirche, NO Borchpfuhl; Flur 3, Flurstück 11 (51° 57′ 34,2″ N, 13° 8′ 48,3″ O) |              | Erdgeschichtliche Bedeutung, Naturgeschichtliche Bedeutung | Blattnummer: 5, Registernummer: F0590 |

### Naturdenkmale Nass
| Bild | Bezeichnung                        | Lage                                                                                          | Beschreibung | Schutzzweck                                                | Nummer                                 |
| ---- | ---------------------------------- | --------------------------------------------------------------------------------------------- | ------------ | ---------------------------------------------------------- | -------------------------------------- |
| BW   | Hohengörsdorfer Röthe (Hohlform)   | Hohengörsdorf, 1,4 km ONO Kirche; Flur 3, 3 (51° 57′ 32″ N, 13° 9′ 37,9″ O)                   |              | Erdgeschichtliche Bedeutung, Naturgeschichtliche Bedeutung | Blattnummer: 15, Registernummer: N0025 |
| BW   | Pielicken Pfuhl, Spring (Hohlform) | Hohengörsdorf, 1,2 km OSO Kirche; Flur 2, Flurstück 11 (Wa) (51° 57′ 11,9″ N, 13° 9′ 23,2″ O) |              | Erdgeschichtliche Bedeutung, Naturgeschichtliche Bedeutung | Blattnummer: 14, Registernummer: N0040 |

## Hohenseefeld

### Bäume
| Bild                                    | Bezeichnung                            | Lage | Beschreibung | Schutzzweck                                   | Nummer                                 |
| --------------------------------------- | -------------------------------------- | --- | ------------ | --------------------------------------------- | -------------------------------------- |
| BW                                      | Drei Linden (Tilia spec.) (Baumgruppe) | Hohenseefeld, Niederseefelder Straße, Grundstück Nr. 13; Flur 14, Flurstück 223 (51° 53′ 14,5″ N, 13° 18′ 3,1″ O) |              | Eigenart (Alter, Größe), Schönheit (Ortsbild) | Blattnummer: 72, Registernummer: B0324 |
| Direkt Bild zu diesem Denkmal hochladen | Eiche (Baum)                           | Hohenseefeld, 2,6 km SSO Kirche, N Str. Herbersdorf-Ihlow; Flur 11, Flurstück 24 ()                               | ehemalig     | Eigenart (Alter)                              | Blattnummer: 68, Registernummer: B0326 |

### Naturdenkmale Nass
| Bild | Bezeichnung            | Lage                                                                                    | Beschreibung | Schutzzweck                                                | Nummer                                 |
| ---- | ---------------------- | --------------------------------------------------------------------------------------- | ------------ | ---------------------------------------------------------- | -------------------------------------- |
| BW   | Schafwäsche (Hohlform) | Hohenseefeld, 1,3 km SO Kirche; Flur 7, Flurstück 30 (51° 52′ 51,1″ N, 13° 19′ 26,4″ O) |              | Erdgeschichtliche Bedeutung, Naturgeschichtliche Bedeutung | Blattnummer: 16, Registernummer: N0071 |

## Meinsdorf

### Bäume
| Bild                                    | Bezeichnung                                                                                      | Lage | Beschreibung                  | Schutzzweck                                                              | Nummer                                  |
| --------------------------------------- | ------------------------------------------------------------------------------------------------ | --- | ----------------------------- | ------------------------------------------------------------------------ | --------------------------------------- |
| Direkt Bild zu diesem Denkmal hochladen | Eiche (Baum)                                                                                     | Meinsdorf, Bärwalde, 1,4 km O Burgruine, ehemaliger Weg zwischen Krähenwinkel und Hochbuschwiese; Flur 11, Flurstück 201 ()                                   | ehemalig                      | Eigenart (Alter, Größe, Ausbildungsform), Schönheit (Landschaftsbild)    | Blattnummer: 72, Registernummer: B0221  |
| Direkt Bild zu diesem Denkmal hochladen | Erle (Baum)                                                                                      | Meinsdorf, Bärwalde, 0,8 km WSW Burgruine, Wiese am Buschhaus (Buschwiese); Flur 10, Flurstück 202 ()                                                         | ehemalig                      | Eigenart (Alter, Größe, Ausbildungsform), Schönheit (Landschaftsbild)    | Blattnummer: 70, Registernummer: B0222  |
| BW                                      | Mittelbusch Relikt natürlicher Wälder - Stieleiche (Quercus robur), Hainbuche (Carpinus betulus) | Meinsdorf, Rinow, 0,8 SW Ort; Flur 11, Flurstück 218 (51° 49′ 24″ N, 13° 16′ 38″ O)                                                                           | unbestimmte Anzahl von Bäumen | naturgeschichtliche Gründe                                               | Blattnummer: 76, Registernummer: B0357  |
| Direkt Bild zu diesem Denkmal hochladen | Friedenseiche (Baum)                                                                             | Meinsdorf, Meinsdorf, O Kirche; Flur 4, Flurstück 44208 () | ehemalig                      | Schönheit (Ortsbild), Landeskundliche Bedeutung                          | Blattnummer: 91, Registernummer: B0471  |
| Direkt Bild zu diesem Denkmal hochladen | Doppelreihige Kastanienallee (Allee)                                                             | Meinsdorf, Bärwalde, Weg zur Burg; Flur 10, Flurstück 23, 21 ()                                                                                               | ehemalig                      | Schönheit (Ortsbild, Landschaftsbild)                                    | Blattnummer: 100, Registernummer: B0472 |
| BW                                      | Stieleiche (Quercus robur) (Baum)                                                                | Meinsdorf, Bärwalde, Bärwalder Busch, W am Weg zum Ringwall, O Schweinitzer Fließ; Flur 10, Flurstück 239, 247 (51° 49′ 36″ N, 13° 15′ 28,3″ O)               |                               | Eigenart (Alter, Größe)                                                  | Blattnummer: 83, Registernummer: B0473  |
| BW                                      | Dreibaum Winterlinde (Tilia cordata) (Baum)                                                      | Meinsdorf, Bärwalde, S Str. nach Rhinow; Flur 11, Flurstück 129 (51° 49′ 52,9″ N, 13° 15′ 55,1″ O)                                                            |                               | Eigenart (Alter, Größe), Schönheit (Ortsbild), Landeskundliche Bedeutung | Blattnummer: 82, Registernummer: B0474  |
| BW                                      | Stieleiche (Quercus robur) (Baum)                                                                | Meinsdorf, Bärwalde, Bärwalder Busch, W Weg zum Ringwall auf Weide, O Schweinitzer Fließ; Flur 10, Flurstück 250/2 (51° 49′ 34″ N, 13° 15′ 27,4″ O)           |                               | Eigenart (Alter, Größe)                                                  | Blattnummer: 81, Registernummer: B0475  |
| BW                                      | Stieleiche (Quercus robur) (Baum)                                                                | Meinsdorf, Bärwalde, Bärwalder Busch, O am Weg zum Ringwall, O Schweinitzer Fließ; Flur 10, Flurstück 239, 30 (51° 49′ 37,4″ N, 13° 15′ 28,5″ O)              |                               | Eigenart (Alter, Größe)                                                  | Blattnummer: 80, Registernummer: B0476  |
| BW                                      | Eichen am Grenzwall (Baumgruppe)                                                                 | Meinsdorf, Bärwalde, Bärwalder Busch, Grenzwall an S Grenze (Gemarkungsgrenze Schönewalde); Flur 10, Flurstück 142, 141, 183 (51° 49′ 16,2″ N, 13° 15′ 13″ O) | Baumreihe aus 55 Bäumen       | Eigenart (Alter, Größe), Landeskundliche Bedeutung                       | Blattnummer: 105, Registernummer: B0525 |
| BW                                      | Stieleiche (Quercus robur) (Baum)                                                                | Meinsdorf, Bärwalde, 0,7 km OSO Schloßruine; Flur 9; 10, Flurstück 55; 197, 200 (51° 49′ 28,9″ N, 13° 14′ 47,1″ O)                                            |                               | Eigenart (Alter, Größe), Schönheit (Landschaftsbild)                     | Blattnummer: 84, Registernummer: B0526  |
| Direkt Bild zu diesem Denkmal hochladen | Erle (Baum)                                                                                      | Meinsdorf, Bärwalde, 0,7 km OSO Burgruine; Flur 9, Flurstück 55 ()                                                                                            | ehemalig                      | Eigenart (Alter, Größe)                                                  | Blattnummer: 102, Registernummer: B0527 |
| Direkt Bild zu diesem Denkmal hochladen | Platane (Baum)                                                                                   | Meinsdorf, Bärwalde, Burgruine; Flur 10, Flurstück 244, 250/1 ()                                                                                              | ehemalig                      | Eigenart (Alter, Größe)                                                  | Blattnummer: 86, Registernummer: B0528  |
| BW                                      | Stieleiche (Quercus robur) (Baum)                                                                | Meinsdorf, Bärwalde, Park; Flur 10, Flurstück 235 (51° 49′ 40,5″ N, 13° 15′ 19″ O)                                                                            |                               | Eigenart (Alter, Größe)                                                  | Blattnummer: 78, Registernummer: B0529  |
| Direkt Bild zu diesem Denkmal hochladen | Ahorn (Baum)                                                                                     | Meinsdorf, Bärwalde, Park; Flur 10, Flurstück 250/1 () | ehemalig                      | Eigenart (Alter, Größe)                                                  | Blattnummer: 66, Registernummer: B0530  |

### Findlinge
| Bild | Bezeichnung                       | Lage                                                                                                | Beschreibung | Schutzzweck                | Nummer                                |
| ---- | --------------------------------- | --------------------------------------------------------------------------------------------------- | ------------ | -------------------------- | ------------------------------------- |
| BW   | Findling (Teufels – Trappenstein) | Meinsdorf, Rinow, SO Ort (Wirtschaftsweg); Flur 6, Flurstück 114 (51° 49′ 18,1″ N, 13° 17′ 47,7″ O) |              | naturgeschichtliche Gründe | Blattnummer: 6, Registernummer: F0583 |

### Naturdenkmale Nass
| Bild | Bezeichnung                  | Lage                                                                                        | Beschreibung | Schutzzweck                                                | Nummer                                 |
| ---- | ---------------------------- | ------------------------------------------------------------------------------------------- | ------------ | ---------------------------------------------------------- | -------------------------------------- |
| BW   | Weißener Rötpfuhl (Hohlform) | Meinsdorf, Weißen, 0,4 km S Ort; Flur 8, Flurstück 121 (51° 50′ 14,1″ N, 13° 15′ 1,5″ O)    |              | Erdgeschichtliche Bedeutung, Naturgeschichtliche Bedeutung | Blattnummer: 17, Registernummer: N0228 |
| BW   | Großstücken (Hohlform)       | Meinsdorf, Rinow, 0,8 km O Ort; Flur 6, Flurstück 27, 33 (51° 49′ 51,2″ N, 13° 17′ 50,1″ O) |              | Erdgeschichtliche Bedeutung, Naturgeschichtliche Bedeutung | Blattnummer: 18, Registernummer: N0232 |

## Nonnendorf

### Bäume
| Bild                                    | Bezeichnung  | Lage                                                                                      | Beschreibung | Schutzzweck                                   | Nummer                                  |
| --------------------------------------- | ------------ | ----------------------------------------------------------------------------------------- | ------------ | --------------------------------------------- | --------------------------------------- |
| Direkt Bild zu diesem Denkmal hochladen | Eiche (Baum) | Nonnendorf, ehemaliges Gut, N Kirche, O Straße nach Schlenzer; Flur 1, Flurstück 213/5 () | ehemalig     | Eigenart (Alter, Größe), Schönheit (Ortsbild) | Blattnummer: 106, Registernummer: B0524 |

## Reinsdorf

### Bäume
| Bild                                    | Bezeichnung                                         | Lage | Beschreibung | Schutzzweck                                                         | Nummer                                  |
| --------------------------------------- | --------------------------------------------------- | --- | ------------ | ------------------------------------------------------------------- | --------------------------------------- |
| BW                                      | Bergahorn (Acer pseudoplatanus) (Baum)              | Reinsdorf, 0,9 km NW Kirche, N Weg nach Gräfendorf, an einer Windschutzhecke; Flur 1, Flurstück 99–101 (51° 54′ 45,2″ N, 13° 12′ 36,1″ O) |              | Schönheit (Landschaftsbild), wissenschaftliche Gründe (Dendrologie) | Blattnummer: 88, Registernummer: B0477  |
| BW                                      | Flatterulme (Ulmus laevis) (Baum)                   | Reinsdorf, Dorfstraße Nr. 10; Flur 1, 7, 8, 83, 84, 133 (51° 54′ 24,8″ N, 13° 13′ 8,3″ O)                                                 |              | Eigenart (Alter, Größe)                                             | Blattnummer: 89, Registernummer: B0478  |
| Direkt Bild zu diesem Denkmal hochladen | Esche (Baum)                                        | Reinsdorf, Park; Flur 1, Flurstück 34 ()                                                                                                  | ehemalig     | Eigenart (Alter, Größe)                                             | Blattnummer: 128, Registernummer: B0518 |
| Direkt Bild zu diesem Denkmal hochladen | Ahorn (Baum)                                        | Reinsdorf, Park; Flur 1, Flurstück 34 ()                                                                                                  | ehemalig     | Eigenart (Alter, Größe)                                             | Blattnummer: 112, Registernummer: B0519 |
| Direkt Bild zu diesem Denkmal hochladen | Platanenreihe, 2 Feldulmen, 1 Rotbuche (Baumgruppe) | Reinsdorf, 0,3 km W Kirche, Straße nach Nonnendorf; Flur 2, Flurstück 30 ()                                                               | ehemalig     | Schönheit (Landschaftsbild), Landeskundliche Bedeutung              | Blattnummer: 111, Registernummer: B0520 |

## Riesdorf

### Bäume
| Bild                                    | Bezeichnung                       | Lage | Beschreibung | Schutzzweck                                                      | Nummer                                 |
| --------------------------------------- | --------------------------------- | --- | ------------ | ---------------------------------------------------------------- | -------------------------------------- |
| Direkt Bild zu diesem Denkmal hochladen | Eiche (Baum)                      | Riesdorf, Schlenzer, 1,8 km NNW Kirche, Forsthaus; Flur 2, Flurstück 35/1, 35/2 ()                                             | ehemalig     | Eigenart (Alter), Schönheit (Ortsbild)                           | Blattnummer: 79, Registernummer: B0480 |
| Direkt Bild zu diesem Denkmal hochladen | Friedenseiche (Baum)              | Riesdorf, Dorfplatz; Flur 3, Flurstück 18/4 ()                                                                                 | ehemalig     | Schönheit (Ortsbild), Landeskundliche Bedeutung                  | Blattnummer: 78, Registernummer: B0481 |
| BW                                      | Flatterulme (Ulmus laevis) (Baum) | Riesdorf, nordöstlicher Ortsrand, hinter Dorfstraße 21, Haus Trotz; Flur 3, Flurstück 47, 51 (51° 57′ 21,9″ N, 13° 14′ 8,1″ O) | ehemalig     | Eigenart (Alter, Größe), Schönheit (Landschaftsbild), Seltenheit | Blattnummer: 90, Registernummer: B0507 |

### Findlinge
| Bild | Bezeichnung               | Lage                                                                                                | Beschreibung | Schutzzweck                | Nummer                                |
| ---- | ------------------------- | --------------------------------------------------------------------------------------------------- | ------------ | -------------------------- | ------------------------------------- |
| BW   | Findling (Am Paddenpfuhl) | Riesdorf, 1,7 km NW Kirche, S Paddenpfuhl; Flur 2, Flurstück 9/2 (51° 57′ 53,3″ N, 13° 12′ 56,7″ O) |              | naturgeschichtliche Gründe | Blattnummer: 7, Registernummer: F0589 |

### Naturdenkmale Nass
| Bild | Bezeichnung                               | Lage | Beschreibung | Schutzzweck                                                | Nummer                                 |
| ---- | ----------------------------------------- | --- | ------------ | ---------------------------------------------------------- | -------------------------------------- |
| BW   | Gr. Wendenpfuhl, Wendepfuhl (Quellgebiet) | Riesdorf, Schlenzer, 2,7 km NW Kirche, Riesdorfer Heide, SSO B115 Abdeckerei (Verfluchteberg); Flur 2, Flurstück 30/2, 17 (51° 58′ 43″ N, 13° 13′ 11,5″ O) |              | Erdgeschichtliche Bedeutung, Naturgeschichtliche Bedeutung | Blattnummer: 19, Registernummer: N0068 |
| BW   | Paddenpfuhl (Hohlform)                    | Riesdorf, 1,7 km NW Kirche; Flur 2, Flurstück 9/2 (Pfuhl) (51° 57′ 54,3″ N, 13° 12′ 56,4″ O)                                                               |              | Erdgeschichtliche Bedeutung, Naturgeschichtliche Bedeutung | Blattnummer: 20, Registernummer: N0118 |

## Sernow

### Bäume
| Bild | Bezeichnung | Lage | Beschreibung                      | Schutzzweck                               | Nummer                                 |
| ---- | --- | --- | --------------------------------- | ----------------------------------------- | -------------------------------------- |
| BW   | Waldkiefer (Pinus sylvestris) (Baum) | Sernow, 2,4 km NW Kirche, Wüste Feldmark Puhle; SW des Teiches; Flur 2, Flurstück 1 (51° 57′ 3,6″ N, 13° 12′ 4″ O) | ehemalig                          | Eigenart (Alter, Größe, Ausbildungsform)  | Blattnummer: 94, Registernummer: B0483 |
| BW   | Waldkiefer (Pinus sylvestris) (Baum) | Sernow, Wüste Feldmark Puhle, NO des Teiches; Flur 2, Flurstück 1 (51° 57′ 4,6″ N, 13° 12′ 6,5″ O)                 | ehemalig                          | Eigenart (Alter, Größe, Ausbildungsform)  | Blattnummer: 93, Registernummer: B0484 |
| BW   | Maulbeeren u. Kirschpflaumen (Schwarze Maulbeere (Morus nigra), Weiße Maulbeere (Morus alba), Kirschpflaume (Prunus cerasifera) (Baumreihe)) | Sernow, Straße zum Lobigs Teich; Flur 3, Flurstück 67, 69 (51° 56′ 13″ N, 13° 13′ 37,8″ O)                         | ehemalig, Baumreihe aus 14 Bäumen | Wissenschaftliche Bedeutung (Dendrologie) | Blattnummer: 92, Registernummer: B0509 |

### Findlinge
| Bild | Bezeichnung | Lage                                                                                    | Beschreibung | Schutzzweck                                                | Nummer                                |
| ---- | ----------- | --------------------------------------------------------------------------------------- | ------------ | ---------------------------------------------------------- | ------------------------------------- |
| BW   | Findling    | Sernow, östl. Ortsrand, am Stall; Flur 3, Flurstück 27 (51° 56′ 9,6″ N, 13° 14′ 1,2″ O) |              | Erdgeschichtliche Bedeutung, Naturgeschichtliche Bedeutung | Blattnummer: 8, Registernummer: F0595 |

### Naturdenkmale Nass
| Bild | Bezeichnung                | Lage                                                                                | Beschreibung | Schutzzweck                                                | Nummer                                 |
| ---- | -------------------------- | ----------------------------------------------------------------------------------- | ------------ | ---------------------------------------------------------- | -------------------------------------- |
| BW   | Dorfpfuhl Puhle (Hohlform) | Sernow, 2,4 km NW Kirche; Flur 2, Flurstück 1 (Wa) (51° 57′ 3,8″ N, 13° 12′ 5,5″ O) |              | Erdgeschichtliche Bedeutung, Naturgeschichtliche Bedeutung | Blattnummer: 21, Registernummer: N0070 |

## Waltersdorf

### Bäume
| Bild                                    | Bezeichnung                                         | Lage | Beschreibung       | Schutzzweck                                          | Nummer                                 |
| --------------------------------------- | --------------------------------------------------- | --- | ------------------ | ---------------------------------------------------- | -------------------------------------- |
| BW                                      | Zwei Stieleichen (Quercus robur) (Baum)             | Waltersdorf, 0,5 km S Dorfrand, O Gewerbegebiet Hohenseefeld; Flur 5, Flurstück 138, 260, 261 (51° 53′ 54,7″ N, 13° 17′ 13,9″ O) |                    | Eigenart (Alter, Größe), Schönheit (Landschaftsbild) | Blattnummer: 96, Registernummer: B0470 |
| Direkt Bild zu diesem Denkmal hochladen | Maulbeeren Weiße Maulbeere (Morus alba) (Baumreihe) | Waltersdorf, an der Feuerwehr; Flur 5, Flurstück 75, 170, 171 ()                                                                 | ehemalig, 17 Bäume | Schönheit (Ortsbild), landeskundliche Bedeutung      | Blattnummer: 95, Registernummer: B0485 |

### Naturdenkmale Nass
| Bild | Bezeichnung          | Lage                                                                                             | Beschreibung | Schutzzweck                                                | Nummer                                 |
| ---- | -------------------- | ------------------------------------------------------------------------------------------------ | ------------ | ---------------------------------------------------------- | -------------------------------------- |
| BW   | Kolkpfuhl (Hohlform) | Waltersdorf, 0,3 km SSO Ortsrand; Flur 5, Flurstück 105/5, 248 (51° 54′ 3,3″ N, 13° 17′ 20,9″ O) |              | Erdgeschichtliche Bedeutung, Naturgeschichtliche Bedeutung | Blattnummer: 22, Registernummer: N0227 |

## Welsickendorf

### Bäume
| Bild                                    | Bezeichnung                       | Lage | Beschreibung                      | Schutzzweck                                                                          | Nummer                                  |
| --------------------------------------- | --------------------------------- | --- | --------------------------------- | ------------------------------------------------------------------------------------ | --------------------------------------- |
| Direkt Bild zu diesem Denkmal hochladen | Baumweide (Baum)                  | Welsickendorf, Höfgen, Dorfplatz am Teich; Flur 8, Flurstück 55 (hist. 14/4) ()                              | ehemalig                          | Eigenart (Alter, Größe), Schönheit (Ortsbild)                                        | Blattnummer: 113, Registernummer: B0488 |
| Fotos hochladen                         | Ulme (Ulmus spec.) (Baum)         | Welsickendorf, Höfgen, Dorfplatz; Flur 8, Flurstück 62 (51° 54′ 56,1″ N, 13° 8′ 53,9″ O)                     | nördlich Dorfteich, an Dorfstraße | Eigenart (Alter, Größe), Schönheit (Ortsbild), Seltenheit                            | Blattnummer: 100, Registernummer: B0489 |
| Direkt Bild zu diesem Denkmal hochladen | Ulme (Baum)                       | Welsickendorf, Körbitz, Dorfstr., vor Haus Nr. 36; Flur 9, Flurstück 75/3 ()                                 | ehemalig                          | Eigenart (Alter, Größe), Seltenheit                                                  | Blattnummer: 88, Registernummer: B0490  |
| BW                                      | Flatterulme (Ulmus laevis) (Baum) | Körbitz, zwischen Dorfstr. 30 u. 31; Flur 9, Flurstück 75/3 (51° 53′ 39,1″ N, 13° 6′ 50,2″ O)                |                                   | Eigenart (Alter, Größe), Seltenheit                                                  | Blattnummer: 99, Registernummer: B0491  |
| BW                                      | Walnuss (Juglans regia) (Baum)    | Körbitz, 1,7 km SW Kirche, ehem. Ziegelei, Jagdhütte; Flur 10, Flurstück 10 (51° 53′ 7,4″ N, 13° 5′ 40,2″ O) | ehemalig                          | Eigenart (Alter, Größe), Landeskundliche Bedeutung                                   | Blattnummer: 98, Registernummer: B0492  |
| Direkt Bild zu diesem Denkmal hochladen | Linde (Baum)                      | Welsickendorf, vor Nr. 44; Flur 1, Flurstück 96, 216 (hist. 153) ()                                          | ehemalig                          | Eigenart (Alter), Schönheit (Ortsbild)                                               | Blattnummer: 124, Registernummer: B0493 |
| Direkt Bild zu diesem Denkmal hochladen | Obstbaumallee (Allee)             | Welsickendorf, Körbitz, Str. nach Zellendorf; Flur 9, Flurstück 124 ()                                       | ehemalig                          | Eigenart (Alter), Schönheit (Landschaftsbild), Seltenheit, Landeskundliche Bedeutung | Blattnummer: 110, Registernummer: B0505 |

### Naturdenkmale Nass
| Bild | Bezeichnung                         | Lage | Beschreibung | Schutzzweck                                                | Nummer                                 |
| ---- | ----------------------------------- | --- | ------------ | ---------------------------------------------------------- | -------------------------------------- |
| BW   | Noßmannspfuhl, Tränke (Hohlform)    | Welsickendorf, Körbitz, 1,7 km NW Kirche, Soll N der Straße Körbitz-Zellendorf; Flur 9, Flurstück 131 (Tränke) (51° 54′ 8,1″ N, 13° 5′ 30,9″ O) |              | Erdgeschichtliche Bedeutung, Naturgeschichtliche Bedeutung | Blattnummer: 25, Registernummer: N0031 |
| BW   | Mittelkiete (Hohlform)              | Welsickendorf, 1,0 km SO Kirche; Flur 3, Flurstück 43, 44 (51° 53′ 42,8″ N, 13° 8′ 53,1″ O)                                                     |              | Erdgeschichtliche Bedeutung, Naturgeschichtliche Bedeutung | Blattnummer: 26, Registernummer: N0032 |
| BW   | Röte, ehem. Badeanstalt (Hohlform)  | Welsickendorf, 1,5 km SO Kirche; Flur 3, Flurstück 49 (51° 53′ 37,9″ N, 13° 9′ 22,1″ O)                                                         |              | Erdgeschichtliche Bedeutung, Naturgeschichtliche Bedeutung | Blattnummer: 23, Registernummer: N0226 |
| BW   | Siebenpfuhl, Siepenpfuhl (Hohlform) | Welsickendorf, Körbitz, 1,1 km SSW Kirche; Flur 11, Flurstück 34 (51° 53′ 6,9″ N, 13° 6′ 29,2″ O)                                               |              | Erdgeschichtliche Bedeutung, Naturgeschichtliche Gründe    | Blattnummer: 24, Registernummer: N0237 |

## Werbig

### Bäume
| Bild                                    | Bezeichnung          | Lage | Beschreibung | Schutzzweck                                 | Nummer                                  |
| --------------------------------------- | -------------------- | --- | ------------ | ------------------------------------------- | --------------------------------------- |
| Direkt Bild zu diesem Denkmal hochladen | Weide (Baum)         | Werbig, Lichterfelde, 0,9 km SW Kirche, W Tongrube der alten Ziegelei; Flur 2, Flurstück 195 (hist. 145) () | ehemalig     | Eigenart (Alter, Größe, Ausbildungsform)    | Blattnummer: 123, Registernummer: B0495 |
| Direkt Bild zu diesem Denkmal hochladen | Friedenseiche (Baum) | Werbig, Ortsausgang nach Nonnendorf; Flur 2, Flurstück 15 ()                                                | ehemalig     | Eigenart (Alter), Landeskundliche Bedeutung | Blattnummer: 122, Registernummer: B0496 |

### Findlinge
| Bild                                    | Bezeichnung              | Lage                                                                                              | Beschreibung | Schutzzweck                                                | Nummer                                 |
| --------------------------------------- | ------------------------ | ------------------------------------------------------------------------------------------------- | ------------ | ---------------------------------------------------------- | -------------------------------------- |
| Direkt Bild zu diesem Denkmal hochladen | Findling                 | Werbig, Lichterfelde, 0,25 KM ONO Kirche; Flur 2, Flurstück 134, 135 ()                           | ehemalig     | Erdgeschichtliche Bedeutung, Naturgeschichtliche Bedeutung | Blattnummer: 12, Registernummer: F0597 |
| BW                                      | Findling (Kriegsdenkmal) | Werbig, Lichterfelde, 0,25 KM ONO Kirche; Flur 5, Flurstück 127 (51° 56′ 2,5″ N, 13° 12′ 39,2″ O) |              | Erdgeschichtliche Bedeutung, Naturgeschichtliche Bedeutung | Blattnummer: 9, Registernummer: F0606  |

### Naturdenkmale Nass
| Bild | Bezeichnung                             | Lage                                                                                           | Beschreibung | Schutzzweck                                                | Nummer                                 |
| ---- | --------------------------------------- | ---------------------------------------------------------------------------------------------- | ------------ | ---------------------------------------------------------- | -------------------------------------- |
| BW   | Werbiger Rötpfuhl, Bransdorf (Hohlform) | Werbig, Lichterfelde, 2,5 km NW Kirche; Flur 1, Flurstück 21 (51° 56′ 47,1″ N, 13° 10′ 36″ O)  |              | Erdgeschichtliche Bedeutung, Naturgeschichtliche Bedeutung | Blattnummer: 27, Registernummer: N0027 |
| BW   | Lichterfelder Röthe (Hohlform)          | Werbig, Lichterfelde, 0,8 km N Kirche; Flur 5, Flurstück 62 (51° 56′ 26,4″ N, 13° 12′ 24,2″ O) |              | Erdgeschichtliche Bedeutung, Naturgeschichtliche Bedeutung | Blattnummer: 28, Registernummer: N0029 |

## Wiepersdorf

### Bäume
| Bild                                    | Bezeichnung                                           | Lage | Beschreibung | Schutzzweck                                          | Nummer                                  |
| --------------------------------------- | ----------------------------------------------------- | --- | ------------ | ---------------------------------------------------- | --------------------------------------- |
| Direkt Bild zu diesem Denkmal hochladen | Eiche (Baum)                                          | Wiepersdorf, Kossin, 0,7 km N Ort, SO Badestelle; Flur 6, Flurstück 28, 29, 30 ()                                  | ehemalig     | Eigenart (Alter, Größe), Schönheit (Landschaftsbild) | Blattnummer: 121, Registernummer: B0497 |
| Direkt Bild zu diesem Denkmal hochladen | Eiche (Baum)                                          | Wiepersdorf, Park am Friedhof; Flur 1, Flurstück 76/5 ()                                                           | ehemalig     | Eigenart (Alter, Größe)                              | Blattnummer: 120, Registernummer: B0499 |
| BW                                      | Rotkäppchen-Bank Waldkiefer (Pinus sylvestris) (Baum) | Wiepersdorf, 1,2 km SSO Kirche, Wiepersdorfer Heide; Flur 2, Flurstück 189 (51° 52′ 28,1″ N, 13° 15′ 9,3″ O)       |              | Eigenart (Ausbildungsform)                           | Blattnummer: 107, Registernummer: B0500 |
| BW                                      | Stieleiche (Quercus robur) (Baum)                     | Wiepersdorf, an der alten Schmiede; Flur 1, Flurstück 22, 188 (51° 52′ 55,6″ N, 13° 14′ 46,3″ O)                   |              | Eigenart (Alter, Größe), landeskundliche Gründe      | Blattnummer: 110, Registernummer: B0501 |
| BW                                      | Winterlinde (Tilia cordata) (Baum)                    | Wiepersdorf, Ortsausgang nach Hohenseefeld, N Weg; Flur 4; 5, Flurstück 25; 103 (51° 52′ 59,5″ N, 13° 15′ 17,9″ O) |              | Eigenart (Alter, besondere Größe)                    | Blattnummer: 106, Registernummer: B0502 |
| Direkt Bild zu diesem Denkmal hochladen | Kiefer (Baum)                                         | Wiepersdorf, S Ortsrand, nördlicher Rand der Krähenheide; Flur 1, Flurstück 66, 11 ()                              | ehemalig     | Eigenart (Alter, Größe)                              | Blattnummer: 114, Registernummer: B0514 |
| Direkt Bild zu diesem Denkmal hochladen | Ulme (Baum)                                           | Wiepersdorf, südlich Dorfausgang, ggü. Revierförsterei; Flur 1, Flurstück 108 ()                                   | ehemalig     | Eigenart (Alter, Größe), Seltenheit                  | Blattnummer: 127, Registernummer: B0521 |
| Direkt Bild zu diesem Denkmal hochladen | Eiche (Baum)                                          | Wiepersdorf, Park, S-Rand; Flur 1, Flurstück 76/5 ()                                                               | ehemalig     | Eigenart (Alter, Größe)                              | Blattnummer: 65, Registernummer: B0532  |
| Direkt Bild zu diesem Denkmal hochladen | Eiche (Baum)                                          | Wiepersdorf, Orangerie (Westflügel); Flur 1, Flurstück 76/5 ()                                                     | ehemalig     | Eigenart (Alter, Größe)                              | Blattnummer: 64, Registernummer: B0533  |

### Naturdenkmale Nass
| Bild | Bezeichnung               | Lage | Beschreibung | Schutzzweck                                                | Nummer                                 |
| ---- | ------------------------- | --- | ------------ | ---------------------------------------------------------- | -------------------------------------- |
| BW   | Die Fenn (Hohlform, Moor) | Wiepersdorf, 1,2 km OSO Ortsrand; Flur 4, Flurstück 60, 100, 106, 108, 110, 112 (51° 52′ 35,9″ N, 13° 16′ 6,3″ O) |              | Erdgeschichtliche Bedeutung, Naturgeschichtliche Bedeutung | Blattnummer: 29, Registernummer: N0304 |